# Skoleliv
|  | Denne artikel er oprettet af botten Steenthbot ud fra en ekstern database. Den kan derfor have sproglige fejl eller mangler. Denne skabelon kan fjernes efter kontrol af indholdet. |

Skoleliv er en dansk dokumentarfilm fra 1976 instrueret af Ole Henning Hansen.

## Handling
Med optagelserne af lærere, elever og forældre fra Hørnested skole og Vanløse skole, leverer filmen et portræt af den danske folkeskole i 1975.